# 박기홍 (1958년)
박기홍(朴基洪, 1958년 3월 13일 부산광역시~ )은 대한민국의 경제학자이자 포스코 대표이사와 포스코에너지 대표이사를 지낸 기업인이다.

## 학력
- 부산고등학교
- 서울대학교 경제학과
- 뉴욕 주립 대학교 대학원 경제학 박사

## 경력
- 산업연구원 연구조정실 실장
- 고려대 국제대학원 객원교수
- 산업연구원 전자정보산업실 실장
- 산업연구원 디지털경제연구센터 소장
- 산업연구원 부원장
- 정보통신정책학회 이사
- 국민대 경제학부 겸임교수
- 산업연구원 산업경쟁력실 선임연구위원
- 국제 e-비즈니스학회 부회장
- 과학기술부 국가기술지도기획단 위원
- 국무조정실 정책평가위원회 간사전문위원
- 포스코경영연구소(POSRI) 소장
- 대통령 자문 정책기획위원회 위원
- 포스코 경영기획실장 상무
- 포스코 기획재무부문 재무실장 상무
- 포스코 미래성장전략실장 전무
- 한국산업조직학회 이사
- 포스코 성장투자사업부문장 전무
- 포스코 전략기획총괄장 부사장
- 포스코 대표이사 사장
- 포스코에너지 대표이사 사장